# Kvassia-familien
Kvassia-familien (Simaroubaceae) rummer ca. 22 slægter og 170 arter, der er udbredt overalt i troperne og subtroperne. Det er træer eller buske, ofte med bitterstoffer i bark, ved og frø. Familien kan genkendes på den meget tydelige marv i skuddene, hvad der gør dem uventet lette. Desuden er barken bitter, og bladene har flade kirtler på undersiden og ofte nogle grove tænder langs randen. Blomsterne er gerne små med kronblade, som næsten ikke kan dække bægerbladene.
| Slægter |

- Amaroria
- Brucea
- Castela
- Eurycoma
- Gymnostemon
- Hannoa
- Kvassia (Quassia)
- Laumoniera
- Leitneria
- Nothospondias
- Odyendea
- Perriera
- Picrasma
- Picrolemma
- Pierreodendron
- Pleiokirkia
- Simaba
- Simarouba
- Skyrækker-slægten (Ailanthus)
- Soulamea